# Exomala pallidipennis
Exomala pallidipennis är en skalbaggsart som beskrevs av Edmund Reitter 1903. Exomala pallidipennis ingår i släktet Exomala och familjen Rutelidae. Inga underarter finns listade i Catalogue of Life.